# Pathirappally
Pathirappally es una ciudad censal situada en el distrito de Alappuzha en el estado de Kerala (India). Su población es de 27445 habitantes (2011). Se encuentra a 4 km de Alappuzha.

## Demografía
Según el censo de 2011 la población de Pathirappally era de 27445 habitantes, de los cuales 13525 eran hombres y 13920 eran mujeres. Pathirappally tiene una tasa media de alfabetización del 96,47%, superior a la media estatal del 94%: la alfabetización masculina es del 97,52%, y la alfabetización femenina del 95,47%.